# Mohamed Gouaida
Mohamed Gouaida (Strasburgo, 15 maggio 1993) è un calciatore tunisino, centrocampista del Virton.

## Biografia
Possiede anche il passaporto francese.

## Carriera

### Club
Dopo aver giocato nelle giovanili del club francese dello Strasburgo prima e del Friburgo in Germania, esordisce con la squadra riserve tedesca nel 2012 ottenendo un totale di 39 presenze e 4 gol.
Nel 2014 passa all'Amburgo II con cui ottiene 27 presenze ed 8 gol e gioca anche con la prima squadra con cui ha collezionato 11 presenze in campionato.
Nel 2015 va in prestito al Karlsruhe.

### Nazionale
Nel 2015 ha fatto il suo esordito con la Nazionale tunisina.